# Bathynatalia gilchristi
Bathynatalia gilchristi là một loài chân đều trong họ Bathynataliidae. Loài này được Barnard miêu tả khoa học năm 1957.